# Frénois (Vosges)
Frénois település Franciaországban, Vosges megyében. Lakosainak száma 49 fő (2022. január 1.). Frénois Légéville-et-Bonfays, Pont-lès-Bonfays, Valfroicourt, Les Vallois és Bainville-aux-Saules községekkel határos.

## Népesség
A település népességének változása:
| Lakosok száma | 42   | 48   | 51   | 51   | 53   | 54   | 53   | 51   | 49   |
|               | 2013 | 2015 | 2016 | 2017 | 2018 | 2019 | 2020 | 2021 | 2022 |